# Sorex minutus
O musaranho-anão-de-dentes-vermelhos (Sorex minutus) é uma espécie de
musaranho pertencente ao género Sorex. É um mamífero insectívoro comum no
continente Europeu e Asiático.

## Descrição física
O musaranho-anão-de-dentes-vermelhos é um pequeno mamífero com um
focinho pontiagudo e cauda longa. O pelo é castanho-acinzentado em todo o corpo,
exceptuando no ventre em que a pelagem é branca. É bastante confundido com o
musaranho-de-dentes-vermelhos (Sorex granarius), no entanto, esta espécie é de menor
dimensões (40-60 milímetros) e tem uma cauda proporcionalmente mais longa e grossa
(32-45 milímetros). O seu peso varia entre os 2.4 e 6.1 gramas (Harris e Yalden, 2008).

## Distribuição geográfica
O musaranho-anão-de-dentes-vermelhos ocorre em grande parte do continente
europeu, limitado pela Península Ibérica a oeste e estendendo-se até à Sibéria, limitado
pelo Lago Baikal (Sibéria) a este. No Sul da Ásia, esta espécie tem sido relatada desde
North-West Frontier Province, no Paquistão e Kashmir, na Índia (Hutterer et al., 2008).
Esta espécie ocorre desde o nível do mar até territórios a mais de 2 000 metros
de altitude, como por exemplo os Pirenéus (Palomo e Gisbert, 2002) e os Alpes
(Hutterer et al., 2008).

## Habitat e ecologia
O musaranho-anão-de-dentes-vermelhos ocorre em áreas relativamente húmidas
com uma vegetação densa e com uma grande variedade de habitats como pântanos,
pradarias, dunas, áreas rochosas, matagais e florestas montanhosas (Hutterer et al.,
2008). A espécie tem períodos de actividade registados de dia e de noite, encontrados no
solo e em tocas escavadas por outros animais (Harris e Yalden, 2008).
Como é comum em todos os musaranhos, os sentidos do olfacto, audição e tacto
são bem desenvolvidos. Os musaranhos-anões-de-dentes-vermelhos são animais
estritamente territoriais (excepto na época de reprodução), sendo agressivos para
indivíduos da mesma espécie (Hutterer, 1999).
Alimentam-se principalmente de invertebrados, nomeadamente insectos,
aracnídeos e isópodes terrestres, exigindo refeições grandes e regulares, chegando a
ingerir em apenas num dia até 125 % do seu peso corporal em alimento. Ao contrário
dos musaranhos-de-dentes-vermelhos, esta espécie raramente alimenta-se de minhocas
(Hutterer, 1999).
Os seus principais predadores são as corujas e as aves de rapina (Hutterer, 1999).

## Reprodução
As fêmeas desta espécie geralmente têm 2 a 3 ninhadas por ano, com cerca de 5
a 7 crias por ninhada (Harris e Yalden, 2008).

## Factores de Ameaça
O musaranho-anão-de-dentes-vermelhos pode ser afectado pela perda ou
destruição do seu habitat, pelo uso de pesticidas e por outras mudanças ecológicas que
provoquem a diminuição da abundância de invertebrados de que se alimenta (Hutterer et
al., 2008; Cabral et al., 2005), no entanto, estas ameaças não colocam a espécie em risco
de extinção.
Também, algumas populações ibéricas estão sujeitas a um aparente isolamento
geográfico, o que pode tornar as extinções locais prováveis de acontecer (Palomo e
Gisbert, 2002; Cabral et al., 2005).

## Conservação
O musaranho-de-dentes-vermelhos está classificado como Pouco Preocupante
(LC) pela IUCN, pois esta espécie é comum em toda a sua distribuição geográfica
(Hutterer et al., 2008).
Esta espécie encontra-se listada no Apêndice III da Convenção de Berna,
ocorrendo em várias áreas protegidas da sua distribuição geográfica.
É necessário a implementação de estudos sobre a sua ecologia e distribuição em
Portugal (Cabral et al. 2005). As populações ibéricas que se encontram isoladas também
devem ser monitoradas (Hutterer et al., 2008).